# Kenttäsaari (ö i Lappland, Östra Lappland, lat 66,39, long 28,13)
Kenttäsaari är en ö i Finland. Den ligger i sjön Nolimo och i kommunen Posio i den ekonomiska regionen  Östra Lapplands ekonomiska region  och landskapet Lappland, i den norra delen av landet, 700 km norr om huvudstaden Helsingfors. Öns area är 5 hektar och dess största längd är 330 meter i öst-västlig riktning.